# Alizapridă
Alizaprida este un medicament utilizat ca prokinetic și antiemetic. Prezintă o structură chimică similară cu cea a metoclopramidei.